# Caffè con panna

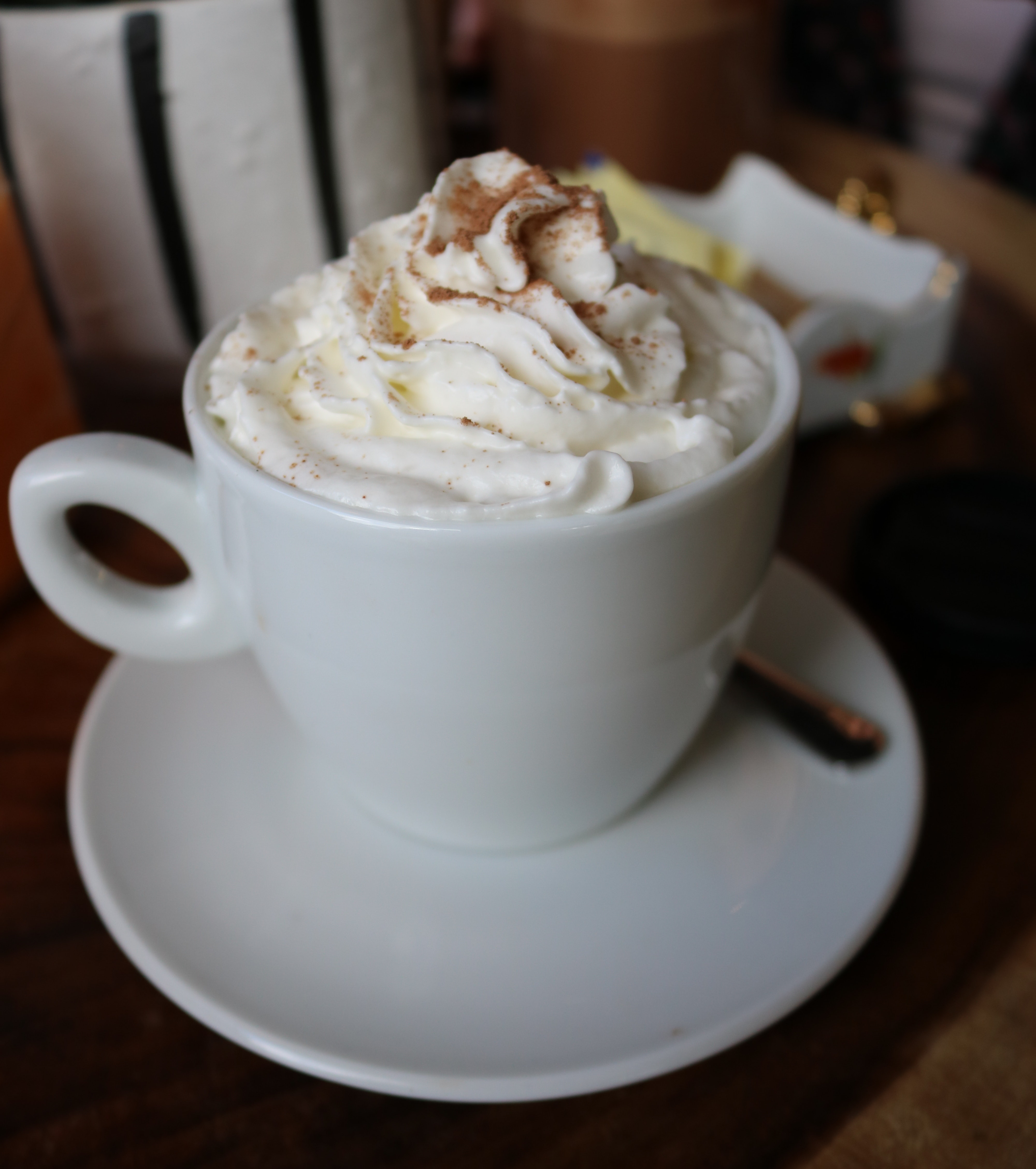
Caffè con panna

Un caffè con panna o espresso con panna, que significa "espresso con crema" en italiano, es un café expreso pequeño o doble, generalmente ligero, cubierto con nata montada, y que tradicionalmente se sirve en demitasse.
En los Estados Unidos también se le puede llamar café Vienne. En Francia y en el Reino Unido se llama café Viennois.
En el norte de Europa continental, el término Wiener Melange se refiere a una bebida diferente, hecha con leche espumada y sin crema batida en la parte superior. En Viena, un espresso con panna se llama Franziskaner, pero pedir una Wiener Melange a veces puede hacer que le sirvan un Espresso con panna.
En Francia, el café Viennois se refiere tanto a un espresso con panna como a un Wiener Melange. En Australia, una bebida similar puede llamarse Café Vienna, aunque el Espresso con panna tradicionalmente estará en una taza del tamaño de un espresso, mientras que el Café Vienna se servirá en el mismo tamaño que un café con leche.
Es quizás una bebida más anticuada que un café con leche o un capuchino.